# Самоска керамика
Самоска керамика или Источна Б сигилата је врста староримске керамике са црвеном превлаком.
Поједини антички писци су често посуђе са црвеном превлаком називали »Самоско«. Већина научника сматра да се на истоку производила једна врста керамике са црвеним премазом у непознатим центрима, од којих се петпоставља да је један био код Пријена. Производња је трајала током 2. века. Посуђе се извозило у Италију под именом »Самоско«.
У почетку је ова керамика била црне боје, да би касније добила црвену превлаку. Дели се на А групу и Б групу. У првој групи су квалитетније посуде, од фино пречишћене земље, боје цимета или мркоцрвене, превлака је нанета у два слоја и наранџасте је боје.
Облици су разнолики, али изостају посуде са рељефом.
Млађа керамика није тврдо печена, једноставнијих је облика и светлије боје.
Датовање није поуздано.
Самоска керамика је откривена у готово целој Грчкој, посебно на Самосу, затим у Сирији јужној Русији, Палестини, Помпеји и Херкулануму.